# ویرجینیا هلد
ویرجینیا پاتر هلد (زاده ۲۸ اکتبر ۱۹۲۹) فیلسوف اخلاقی، اجتماعی/سیاسی و فمینیست آمریکایی است که کارش در مورد اخلاق مراقبت موجب انجام تحقیقات قابل توجهی در مورد ابعاد اخلاقی مراقبت از دیگران و انتقاد از نقش‌های سنتی زنان در جامعه شد.

## باورها
هلد از اخلاق مراقبتی به عنوان یک چارچوب اخلاقی متمایز از اخلاق کانتی، فایده گرا و فضیلت دفاع می‌کند. او معتقد است که مراقبت برای مؤسسات و شیوه‌های انسانی، و در واقع برای بقای نوع بشر، اساسی است. تانگ و ویلیامز از وی نقل قول می‌کنند: «هیچ حقوقی بدون مراقبت وجود ندارد… زیرا بدون مراقبت هیچ کودکی زنده نمی‌ماند و هیچ شخصی برای احترام وجود نخواهد داشت.»
کار هلد در مورد اخلاقیات خشونت سیاسی که از پنجره اخلاق مراقبت نگریسته می‌شود به‌طور قابل توجهی تأثیرگذار بوده‌است.

## حرفه
هلد در سال ۱۹۹۶ به عنوان استاد ممتاز در دانشگاه شهری نیویورک - مرکز تحصیلات تکمیلی و کالج هانتر انتخاب شد.
او دکترای خود را در فلسفه از دانشگاه کلمبیا در سال ۱۹۶۸دریافت کرد و در کالج هانتر به عنوان مدرس (۱۹۶۵–۱۹۶۹)، استادیار (۱۹۶۹–۱۹۷۲)، دانشیار (۱۹۷۳–۱۹۷۷) و استاد تمام از سال ۱۹۷۷ تا زمان بازنشستگی خود در سال ۲۰۰۱ به کار مشغول بود. هلد در سال ۱۹۷۳ به مرکز تحصیلات تکمیلی CUNY پیوست و از سال ۱۹۸۰ تا ۱۹۸۴ به عنوان معاون اجرایی گروه فلسفه در مرکز فارغ التحصیلان CUNY خدمت کرد. او همچنین به عنوان رئیس بخش شرقی انجمن فلسفی آمریکا در سال‌های ۲۰۰۱–۲۰۰۲ فعالیت کرد.

## آثار برگزیده

### کتاب‌ها
- Held, Virginia (1970). The Public Interest and Individual Interests. New York: Basic Books. ISBN 978-0-465-06773-2.
- Held, Virginia (1989). Rights and Goods: Justifying Social Action. Chicago: University of Chicago Press. ISBN 978-0-226-32588-0.
- Held, Virginia; Morgenbesser, Sidney; Nagel, Thomas (1974). Philosophy, Morality, and International Affairs: Essays Edited for the Society for Philosophy and Public Affairs. New York: Oxford University Press. ISBN 978-0-19-501759-5.
- Held, Virginia (2006). The Ethics of Care: Personal, Political, and Global (second ed.). Oxford New York: Oxford University Press. ISBN 978-0-19-532590-4.
- Held, Virginia (2008). How Terrorism is Wrong: Morality and Political Violence. Oxford New York: Oxford University Press. ISBN 978-0-19-532959-9.
- Hunter College Women's Studies Collective, Virginia Held;  et al. (2005). Women's Realities, Women's Choices: An Introduction to Women's Studies (third ed.). New York: Oxford University Press. ISBN 978-0-19-515035-3.
- Held, Virginia (1993). Feminist Morality: Transforming Culture, Society, and Politics. Chicago: University of Chicago Press. ISBN 978-0-226-32593-4.

### فصل‌های کتاب‌ها
- Held, Virginia (2008), "Gender identity and the ethics of care in globalized society",  in DesAutels (ed.), Global feminist ethics: feminist ethics and social theory, Feminist Constructions, Lanham, Maryland: Rowman & Littlefield, pp. 43–58, ISBN 978-0-7425-5910-3.

### مقالات دانشنامه‌ای
- فمینیسم و نظریه سیاسی در کتاب راهنمای بلک ول برای فلسفه اجتماعی و سیاسی[۶]
- حقوق: اخلاقی و حقوقی از یک همراه تا فلسفه فمینیستی[۷]
- ضمیمه فلسفه اجتماعی و سیاسی فمینیستی در دایرةالمعارف فلسفه (1997).[۸]
- «قدرت» در فرهنگ لغت اخلاق تجاری بلکول [۹]
- رسانه‌های جمعی، کثرت گرایی اخلاقی در دایرةالمعارف اخلاق[۱۰]

برای کارهای بیشتر به CV مراجعه کنید